# Ніавір
Ніавір (нід. Niawier, фриз. Nijewier) — село в нідерландській провінції Фрисландія. Входить до муніципалітету Північно-Східна Фрисландія.
Його площа становить 4,88 км², а населення станом на 2021 рік складало 370 осіб.
Перша згадка про населений пункт датується 1467 роком.

## Галерея

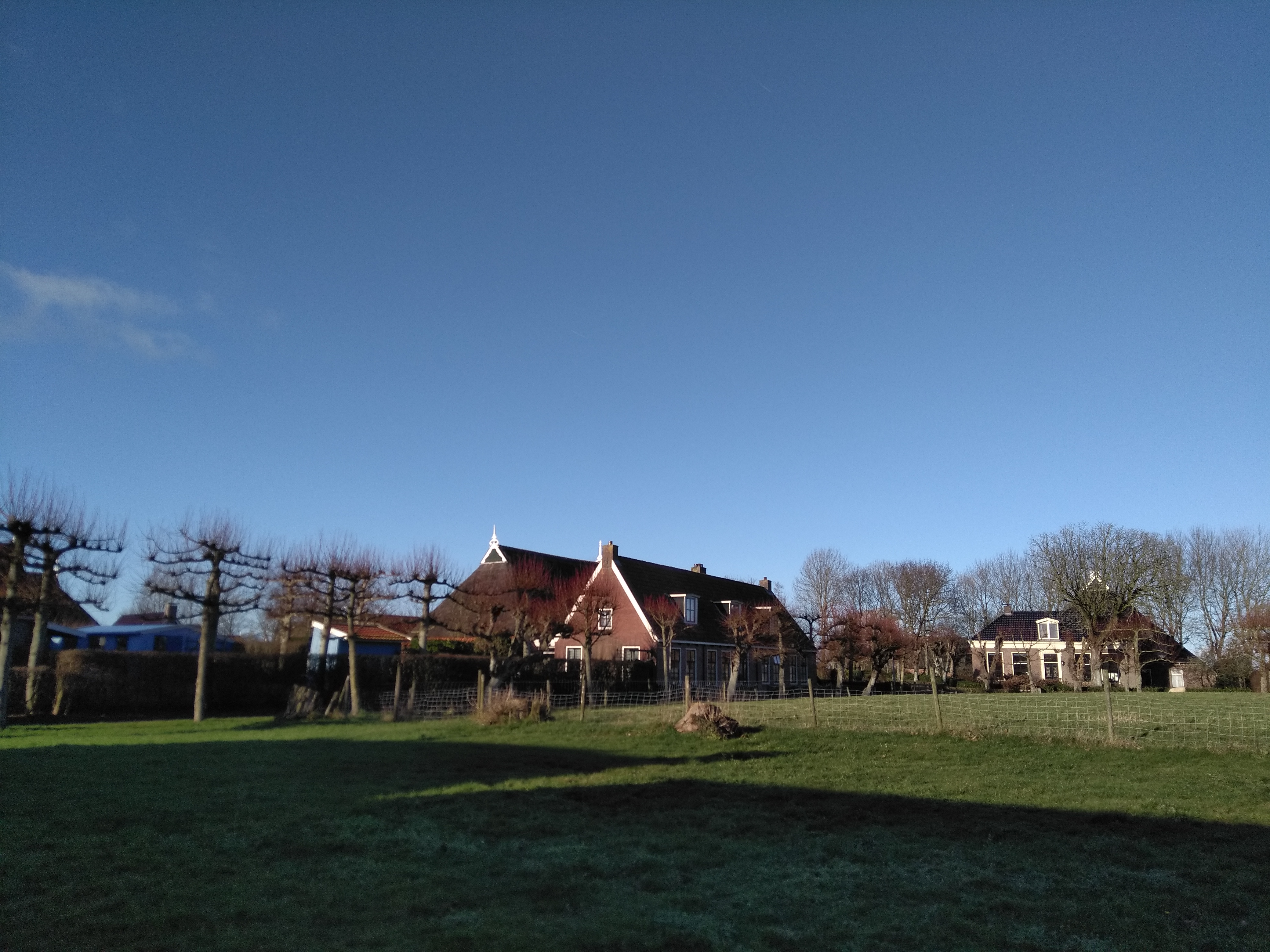
Сільські будинки
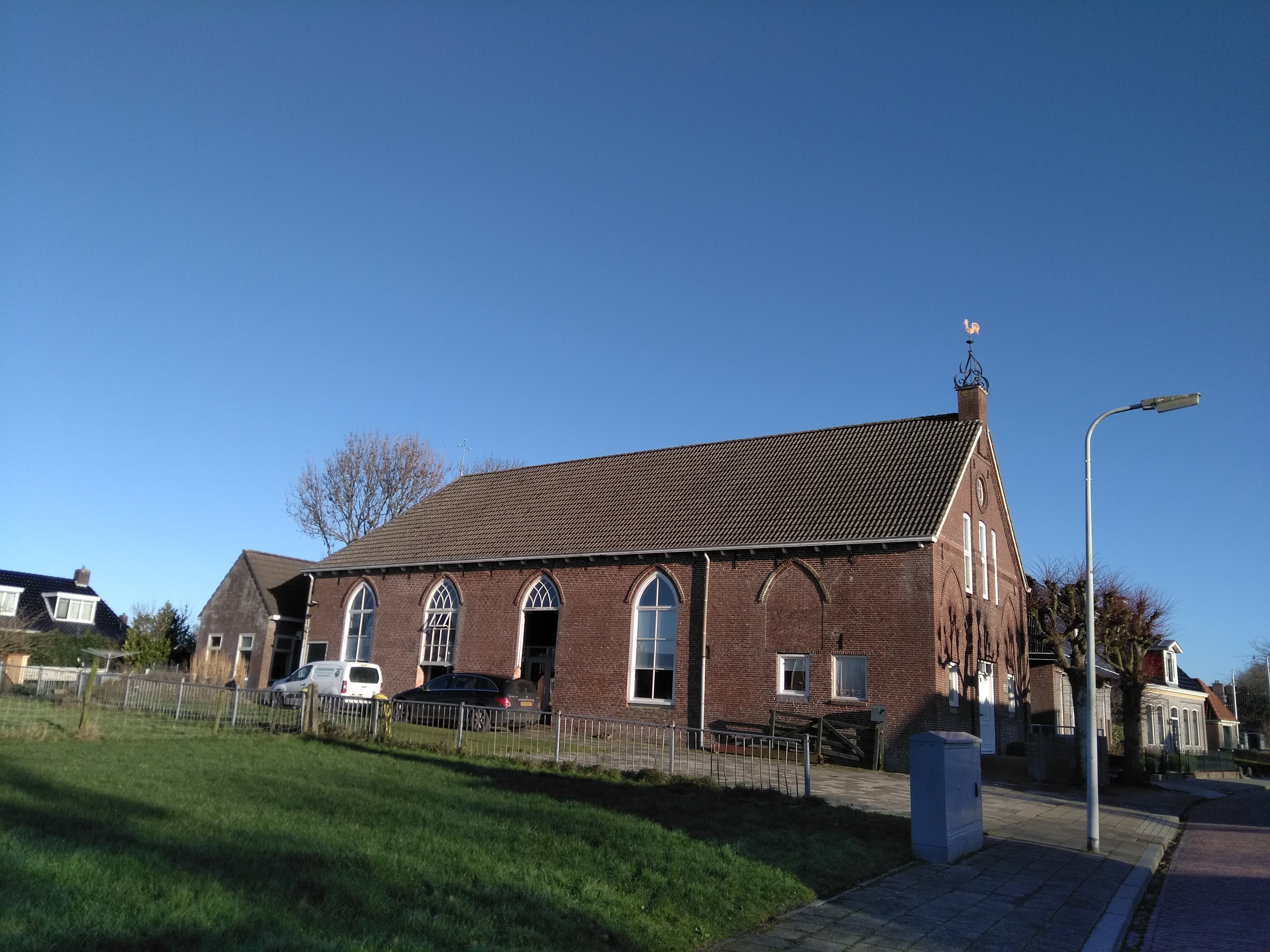
Приміщення колишньої реформистської церкви
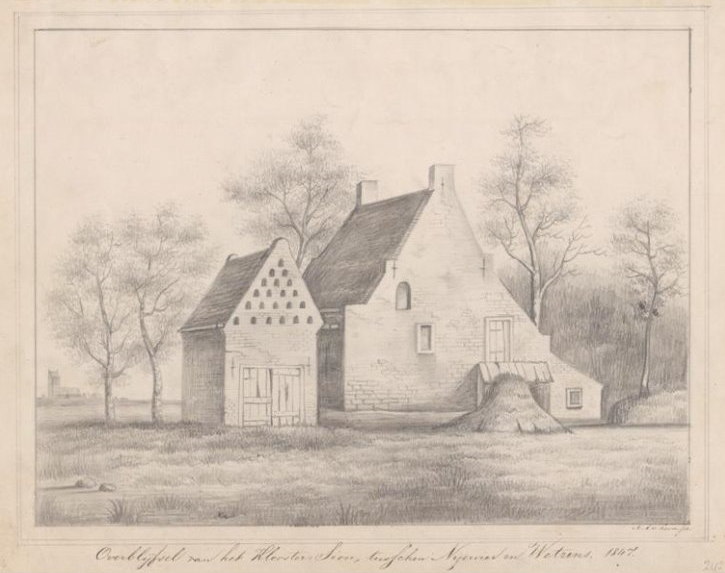
Малюнок монастиря (1847)
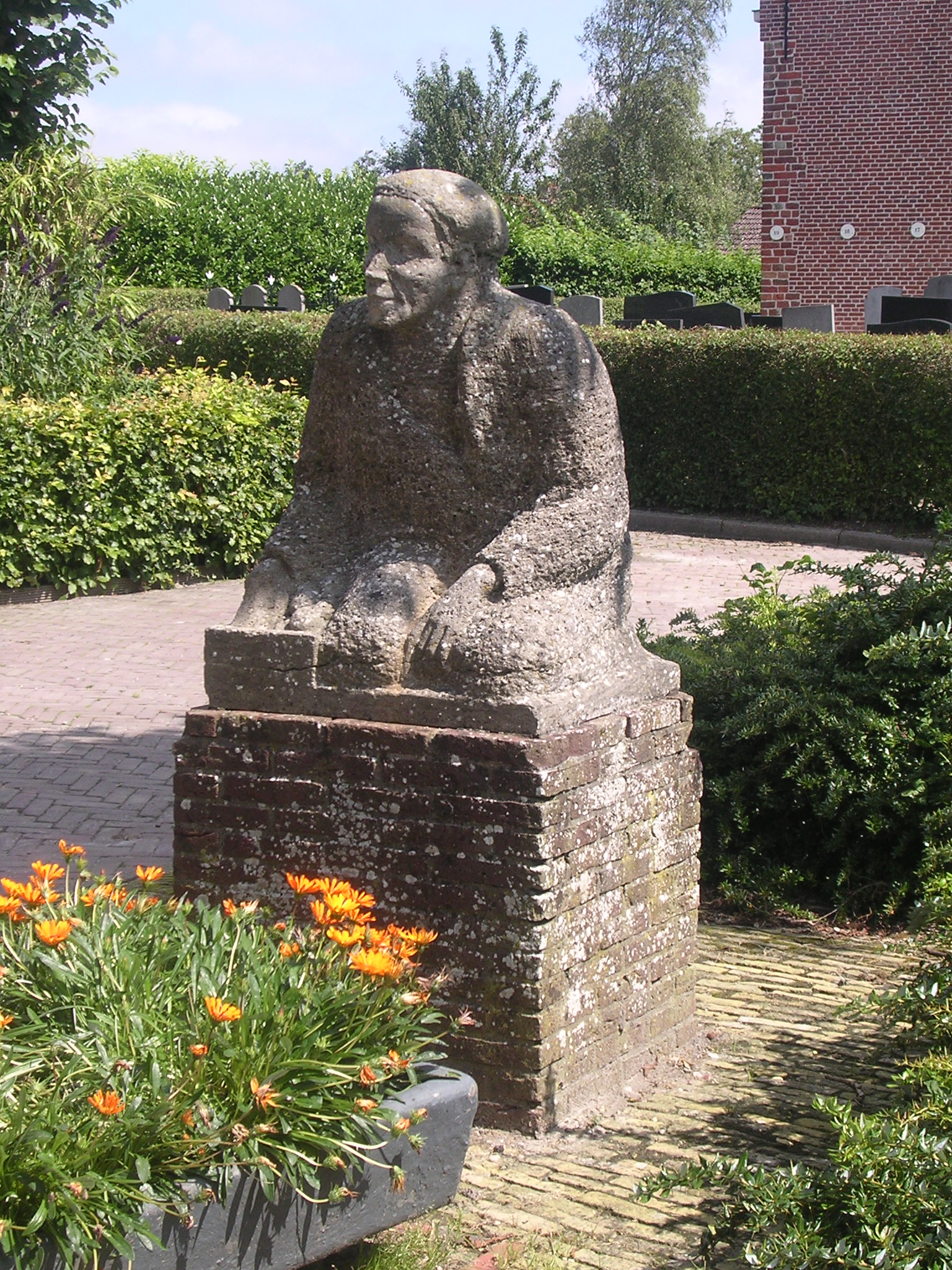
Скульптура у селі